# Rosela pestrá
Rosela pestrá (Platycercus eximius) je pestře zbarvený australský papoušek.

## Popis
Náleží mezi středně velké papoušky, dorůstá průměrně 30 cm. Má jasně červenou hlavu, světlý zobák, bílé líce a skvrnu pod zobákem, žlutou hruď a vrchní část břicha, na hřbetě je porostlá tmavými pery s nažloutlými okraji, křídla a ocasní pera má modravá a zbývající část ocasu tmavě zelenou. Obě pohlaví jsou si přitom zbarvením velice podobná, samice má však v porovnání se samcem poněkud jednotvárnější zbarvení.

## Rozšíření
Rosela pestrá obývá řídce zalesněné nebo křovinaté oblasti, zahrady a parky v jihovýchodní Austrálii a na Tasmánii. Člověkem byla zavlečena také na Nový Zéland, kde v současné době obývá Severní ostrov a okolí Dunedinu na Jižním ostrově.

## Chování
Rosela pestrá žije v trvalých párech. Podobně jako ostatní druhy rosel požírá nejrůznější semena a plody. Hnízdí jednou ročně od srpna do ledna v dutinách stromů, kam klade 5-6 bílých, 26 x 22 mm velkých vajec, jejichž inkubace trvá 19 – 21 dnů. Samec se na zahřívání vajec nepodílí, později však pomáhá se sháněním potravy pro vylíhlá mláďata.

## Chov
Rosely pestré mohou být chovány v zajetí, přičemž existuje několik barevných mutací včetně pastelové, bělokřídlé, skořicové nebo barvy lutino. Ptáci se chovají ve voliérách o rozměrech minimálně 2×0,8 metru, možný je i chov v pokojové kleci, i když se jim musí občasně zajistit volný pohyb. Vhodné je chovat pár ptáků, zvláště samci se ale společně nesnesou. Není vhodný ani chov s jinými druhy papoušků, chov s některými jinými druhy ptáků ale nebývá problémový. Rosely mohou vydávat nepříjemné zvuky a být velmi hlučné. Chov těchto ptáků není složitý. Mladé ptáky si lze ochočit.

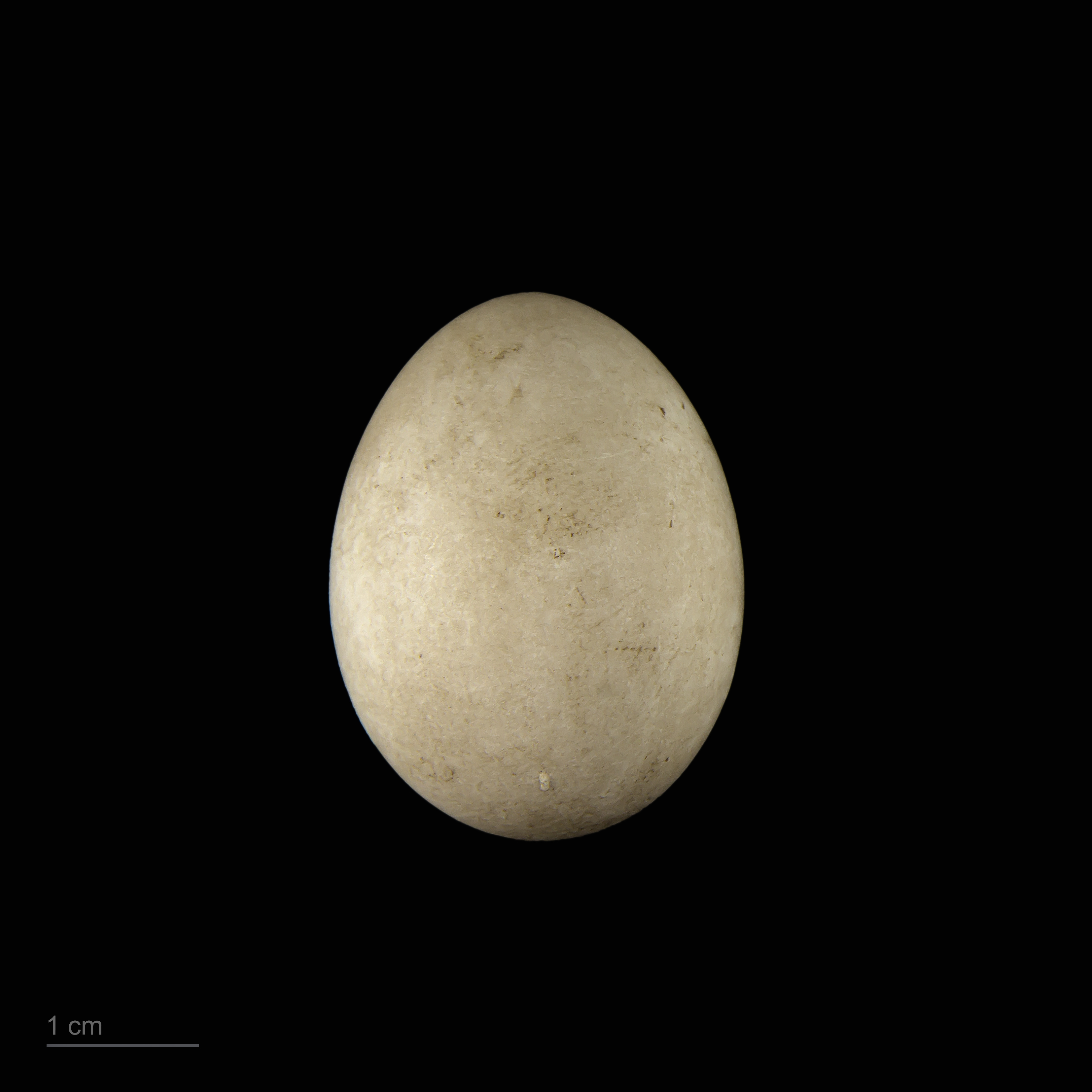
Platycercus eximius